# Cimo
Cimo (en grec antic Κυμώ) va ser segons la mitologia grega, una de les cinquanta Nereides, filla de Nereu, un déu marí fill de Pontos, i de Doris, una nimfa filla d'Oceà i de Tetis. La citen Apol·lodor i Hesíode quan donen les llistes de les nereides.